# Africa Beach Soccer Cup of Nations 2009
L'Africa Beach Soccer Cup of Nations 2009 è la 4ª edizione di questo torneo.

## Squadre partecipanti
Di seguito le 9 nazionali qualificate.
- Egitto
- Libia
- Costa d'Avorio
- Mauritius
- Mozambico

- Marocco
- Nigeria
- Senegal
- Sudafrica (ospitante)

## Fase a gironi

### Girone A
| Squadra        | G | V | V+ | P | GF | GS | +/- | P |
| -------------- | - | - | -- | - | -- | -- | --- | - |
| Costa d'Avorio | 2 | 2 | 0  | 0 | 14 | 12 | +2  | 6 |
| Marocco        | 2 | 1 | 0  | 1 | 10 | 9  | +1  | 3 |
| Sudafrica      | 2 | 0 | 0  | 2 | 8  | 11 | −3  | 0 |

| Squadra 1      | Risultato | Squadra 2 |
| -------------- | --------- | --------- |
| Marocco        | 4-2       | Sudafrica |
| Costa d'Avorio | 7-6       | Marocco   |
| Costa d'Avorio | 7-6       | Sudafrica |

### Girone B
| Squadra   | G | V | V+ | P | GF | GS | +/- | P |
| --------- | - | - | -- | - | -- | -- | --- | - |
| Senegal   | 2 | 2 | 0  | 0 | 10 | 9  | +1  | 5 |
| Mozambico | 2 | 1 | 0  | 1 | 8  | 9  | -1  | 2 |
| Libia     | 2 | 0 | 0  | 2 | 13 | 13 | 0   | 0 |

| Squadra 1 | Risultato     | Squadra 2 |
| --------- | ------------- | --------- |
| Senegal   | 7-7 (4-3 dcr) | Libia     |
| Mozambico | 6-6 (1-0 dcr) | Libia     |
| Senegal   | 3-2           | Mozambico |

### Girone C
| Squadra   | G | V | V+ | P | GF | GS | +/- | P |
| --------- | - | - | -- | - | -- | -- | --- | - |
| Nigeria   | 2 | 2 | 0  | 0 | 19 | 5  | +14 | 6 |
| Egitto    | 2 | 1 | 0  | 1 | 15 | 9  | +6  | 3 |
| Mauritius | 2 | 0 | 0  | 2 | 3  | 23 | −20 | 0 |

| Squadra 1 | Risultato | Squadra 2 |
| --------- | --------- | --------- |
| Nigeria   | 13-0      | Mauritius |
| Egitto    | 10-3      | Mauritius |
| Nigeria   | 6-5       | Egitto    |

## Finali

### Semifinali
| Squadra 1      | Risultato     | Squadra 2 |
| -------------- | ------------- | --------- |
| Costa d'Avorio | 8-8 (4-3 dcr) | Egitto    |
| Nigeria        | 7-6           | Senegal   |

### Finali

#### 3º-4º posto
| Squadra 1 | Risultato | Squadra 2 |
| --------- | --------- | --------- |
| Senegal   | 6-4       | Egitto    |

#### Finale
| Squadra 1 | Risultato | Squadra 2      |
| --------- | --------- | -------------- |
| Nigeria   | 7-4       | Costa d'Avorio |

## Classifica Finale
| Pos | Team           |
| --- | -------------- |
| 1   | Nigeria        |
| 2   | Costa d'Avorio |
| 3   | Senegal        |
| 4   | Egitto         |
| 5   | Marocco        |
| 6   | Mozambico      |
| 7   | Libia          |
| 8   | Sudafrica      |
| 9   | Mauritius      |